# Chenxing
En astronomie chinoise, Chenxing (chinois : 辰星, pinyin : chénxīng, littéralement « étoile pressée ») est un des deux noms traditionnels donné à la planète Mercure. Ce nom est lié à la symbolique astrologique associée à l'astre. L'autre nom traditionnel, Shuixing, est lié à la symbolique des Cinq éléments de la philosophie chinoise.
Le nom de Chenxing est aussi celui qui était donné à la sphère portant la planète. Tout comme en astronomie occidentale, les mouvements des corps célestes étaient supposés être portés par différentes sphères concentriques centrées sur la Terre. Celle de Mercure était la seconde par ordre de rayon, au-delà de la première (Taiyin) portant la Lune, et en deçà de la troisième (Taibai) portant Vénus. La mention de ces sphères remonte au moins au troisième siècle avant notre ère, par Qu Yuan (-340--278).
Dans le domaine artistique, l'astre est parfois représenté comme une divinité féminine, comme dans le tableau intitulé La Divinité planétaire Chenxing accompagnée d'un singe, aujourd'hui exposé au musée des beaux-arts de Boston, qui représente une femme en train d'écrire avec l'animal à ses côtés . 
Le nom de Chenxing a perduré jusqu'à nos jours, et comme de nombreux noms liés à l'astronomie, il est réutilisé dans divers contextes, et se retrouve notamment dans des noms d'entreprises (voir aussi Beidou, par exemple). Il existe notamment une maison d'édition nommée Chenxing.

## Référence
- (en) Francis Richard Stephenson et David A. Green, Historical supernovae and their remnants, Oxford, Oxford University Press, 2002, 252 p. (ISBN 0198507666), pages 218 à 222.